# Ponthoile
Ponthoile é uma comuna francesa na região administrativa de Altos da França, no departamento de Somme. Estende-se por uma área de 19,41 km². Em 2010 a comuna tinha 621 habitantes (densidade: 32 hab./km²).